# Thaumastocephalus bilandzijae
Thaumastocephalus bilandzijae (лат.) — вид мелких коротконадкрылых жуков-ощупников рода Thaumastocephalus из подсемейства Pselaphinae (Staphylinidae). Слепые депигментированные обитатели пещер Балкан. Назван в честь биоспелеолога Хелены Биланджии, члена Хорватского биоспелеологического общества (CBSS) и коллекционера образца голотипа.

## Распространение и экология
Европа, пещеры на Балканах: Хорватия. T. bilandzijaeis известен только из пещеры Peć u Čulinovim raljevinama, расположенной на высоте 425 м над уровнем моря, недалеко от деревни Колич в муниципалитете Дугополе. Пещера состоит из двух отдельных камер и имеет длину около 25 м и глубину 15 м. Температура воздуха, измеренная в пещере 25 июня 2011 года, составила 13 °C. Пещера является типовым местонахождением вида жуков-жужелиц — Duvalius novaki novaki (Müller, 1911) (Duvalius). В пещере также зарегистрирована следующая фауна: пауки Barusia maheni (Kratochvíl & Miller, 1939) и Troglohyphantes strandi Absolon & Kratochvíl, 1932; равноногие ракообразные Alpioniscus (Isopoda); жужелицы Laemostenus cavicola modestus (Schaufuss, 1862) (Laemostenus, Coleoptera).

## Описание
Мелкие коротконадкрылые жуки—ощупники (длина тела менее 2 мм) светлого красновато-коричневого цвета. Пещерные, бескрылые, слепые и депигментированные пселафины. От близких видов отличаются следующими признаками: 1) мелкими размерами, длиной менее 1,85 мм, 2) короткими усиками, всего 0,68 мм, и 3) скапусом, который всего в два раза длиннее педицеля. Имеют гуларный отросток на ножке, 2-й и 3-й членики щупиков несут на своих внешних сторонах тонкую нить, оканчивающуюся сферическим отростком. Голова длиннее своей ширины. Усики 11-члениковые, относительно тонкие (длина около 0,7 мм); первый антенномер (скапус) цилиндрический. Надкрылья укороченные, задние крылья отсутствуют. Лапки трёхчлениковые (формула лапок 3-3-3).

## Таксономия и этимология
Вид был впервые описан в 2019 году энтомологами из Чехии (Peter Hlaváč; Department of Entomology, National Museum, Natural History Museum, Прага) и Хорватии (Petra Bregović, Branko Jalžić; Croatian Biospeleological Society, Загреб). Назван в честь  биоспелеолога Хелены Биланджии (Helena Bilandžija), члена Хорватского биоспелеологического общества (Croatian Biospeleological Society, CBSS) и коллектора части типовой серии (голотипа).